# Salih Yıldız
Salih Yıldız, född 1 januari 2001, är en turkisk judoutövare.

## Karriär
Vid EM 2024 i Zagreb tog Yıldız brons i 60 kg-klassen efter att ha besegrat azeriske Turan Bayramov i bronsmatchen. Vid olympiska sommarspelen 2024 i Paris slutade han på femte plats i 60 kg-klassen efter att ha förlorat mot japanske Ryuju Nagayama i bronsmatchen.